# Red velikosti
Red velikosti danega pozitivnega realnega števila r imenujemo potenco števila deset 10e s katero moramo množiti neko drugo realno število m med 1 in 10, da dobimo r = m · 10e. Dve števili se, na primer, razlikujeta za »tri rede velikosti«, če je eno približno 1000× večje od drugega.
Bolj natančno lahko red velikosti števila definiramo z uporabo desetiškega logaritma tega števila, navadno kot celoštevilski del logaritma. Torej je red velikost 400 enak 2. Red velikosti števila lahko definiramo tudi kot eksponent potence števila 10, kadar je število predstavljeno v znanstvenem zapisu.
Red velikosti ocene neke spremenljivke, katere točna vrednost ni znana, je ocena, zaokrožena na najbližjo potenco 10.  Točni red velikosti za število ljudi na Zemlji v letu 2000 je torej 10 milijard, saj je bilo ljudi takrat okoli 6 milijard. Redu velikosti ocene včasih pravimo tudi aproksimacija ničelnega reda.
Eden od načinov za kategorizacijo stvari v fizičnem svetu je po njihovih velikosti. V spodnji tabeli so zbrani seznami predmetov, stanj in dogodkov, ki imajo isti red velikosti glede na čas, dolžino, površino, prostornino, maso ali energijo. To je uporabno za pridobitev intuitivnega občutka primerjalne velikosti stvari in splošnega merila za Vesolje. Enote SI se uporabljajo skupaj s predponami SI: obe skupini sta bili zasnovani z mislijo na rede velikosti. Vsaka posamezna stran podaja tudi druge enote; glej tudi pretvorba med enotami.
V spodnji tabeli so različne količine poravnane tako, da so naslednje v isti vrsti:
- dolžina in čas, ki ga porabi svetloba za pot te dolžine,
- ploščina kvadrata in dolžina njegove stranice,
- prostornina kocke in ploščina ene od njenih ploskev,
- masa vode in njena prostornina.

Glejte tudi posebne tabele za dolžino, površino, prostornino, maso, čas in brezrazsežna števila.
| Čas             | Dolžina     | Površina          | Prostornina                | Masa                       | Energija                    | Temperatura              |
| --------------- | ----------- | ----------------- | -------------------------- | -------------------------- | --------------------------- | ------------------------ |
| (sekunda)       | (meter)     | (kvadratni meter) | (kubični meter)            | (kilogram)                 | (joule)                     | (kelvin)                 |
| 10-44 s         | 10-35 m     |                   |                            |                            |                             |                          |
| ...             |             |                   |                            |                            |                             |                          |
| 10-28 s         | 100 zm      |                   |                            |                            |                             |                          |
| 10-27 s         | 1 am        |                   |                            |                            |                             | 1 nK                     |
| 10-26 s         | 10 am       |                   |                            |                            | 1 peV                       | 1 µK                     |
| 10-25 s         | 100 am      |                   |                            |                            |                             | 1 mK                     |
| 10-24 s         | 1 fm        |                   |                            |                            | 0.001 meV 0.01 meV 0.1 meV  | 1 K                      |
| 10-23 s         | 10 fm       |                   |                            |                            | 1 meV 10 meV 100 meV        | 10 K 100 K 1000 K        |
| 10-22 s         | 100 fm      | 10-28 m2          |                            |                            | 1 eV 10 eV 100 eV           | 10,000 K 100,000 K 106 K |
| 10-21 s         | 1 pm        |                   |                            | 10-33 kg 10-32 kg 10-31 kg | 1000 eV 104 eV 105 eV       | 109 K                    |
| 10-20 s         | 10pm        |                   |                            | 10-30 kg 10-29 kg 10-28 kg | 1 MeV 10 MeV 100 MeV        | 109 K                    |
| 10-20 s         | 10pm        |                   |                            | 10-30 kg 10-29 kg 10-28 kg | 1 MeV 10 MeV 100 MeV        | 1012 K                   |
| 10-19 s         | 100 pm      | 10-20 m2 10-19 m2 |                            | 10-27 kg 10-26 kg 10-25 kg | 1 GeV 10 GeV 100 GeV        | 1015 K                   |
| 10-18 s         | 1 nm        | 10-18 m2 10-17 m2 |                            | 10-24 kg 10-23 kg 10-22 kg | 1 TeV 10 TeV 100 TeV        | 1018 K                   |
| 10-17 s         | 10 nm       | 10-16 m2 10-15 m2 |                            | 10-21 kg 10-20 kg 10-19 kg | 0.0001 J 0.001 J 0.01 J     | 1021 K                   |
| 10-16 s         | 100 nm      | 10-14 m2 10-13 m2 | 10-21 m3 10-20 m3 10-19 m3 | 10-18 kg 10-17 kg 10-16 kg | 0.1 J 1 J 10 J              | 1024 K                   |
| 1 fs            | 1 μm        | 10-12 m2 10-11 m2 | 10-18 m3 10-17 m3 10-16 m3 | 10-15 kg 10-14 kg 10-13 kg | 100 J 1000 J 10000 J        | 1027 K                   |
| 10 fs           | 10 μm       | 10-10 m2 10-9 m2  | 10-15 m3 10-14 m3 10-13 m3 | 10-12 kg 10-11 kg 10-10 kg | 100000 J 0.001 kWh 0.01 kWh | 1030 K                   |
| 100 fs          | 100 μm      | 10-8 m2 10-7 m2   | 10-12 m3 10-11 m3 10-10 m3 | 10-9 kg 10-8 kg 10-7 kg    | 0.1 kWh 1 kWh 10 kWh        |                          |
| 1 ps            | 1 mm        | 10-6 m2 10-5 m2   | 10-9 m3 10-8 m3 10-7 m3    | 10-6 kg 10-5 kg 10-4 kg    | 100 kWh 1000 kWh 10000 kWh  |                          |
| 10 ps           | 1 cm        | 1 cm2 10 cm2      | 1 ml 10 ml 100 ml          | 1 g 10 g 100 g             | 100000 kWh 1 GWh 10 GWh     |                          |
| 100 ps          | 10 cm       | 0.01 m2 0.1 m2    | 1 l 10 l 100 l             | 1 kg 10 kg 100 kg          | 100 GWh 1000 GWh 10000 GWh  |                          |
| 1 ns            | 1 m         | 1 m2 10 m2        | 1 m3 10 m3 100 m3          | 1 t 10 t 100 t             | 100000 GWh 106 GWh 107 GWh  |                          |
| 10 ns           | 10 m        | 100 m2 1,000 m2   | 1,000 m3 10,000 m3 105 m3  | 106 kg 107 kg 108 kg       | 108 GWh 109 GWh             |                          |
| 100 ns          | 100 m       | 1 ha 10 ha        | 106 m3 107 m3 108 m3       | 109 kg 10 kg 1011 kg       | 1012 GWh                    |                          |
| 1 μs            | 1 km        | 1 km2 10 km2      | 1 km3 10 km3 100 km3       | 1012 kg 1013 kg 1014 kg    | 1015 GWh                    |                          |
| 10 μs           | 10 km       | 108 m2 109 m2     | 1012 m3                    | 1015 kg 1016 kg 1017 kg    | 1018 GWh                    |                          |
| 100 μs          | 100 km      | 10 m2 1011 m2     | 1015 m3                    | 1018 kg 1019 kg 1020 kg    | 1021 GWh                    |                          |
| 1 ms            | 1000 km     | 1012 m2 1013 m2   | 1018 m3                    | 1021 kg 1022 kg 1023 kg    | 1024 GWh                    |                          |
| 10 ms           | 104 km      | 1014 m2 1015 m2   | 1021 m3                    | 1024 kg                    | 1027 GWh                    |                          |
| 100 ms          | 105 km      | 1016 m2 1017 m2   | 1024 m3                    | 1027 kg                    | 1030 GWh                    |                          |
| 1 s             | 106 km      | 1018 m2 1019 m2   | 1027 m3                    | 1030 kg                    | 1033 GWh                    |                          |
| 10 s            | 107 km      | 1020 m2 1021 m2   |                            | 1033 kg                    | 1036 GWh                    |                          |
| 100 s           | 1 a.e.      |                   |                            | 1036 kg                    | 1039 GWh                    |                          |
| 1 h             | 10 a.e.     |                   |                            | 1039 kg                    | 1042 GWh                    |                          |
| 10 h            | 100 a.e.    |                   |                            | 1042 kg                    | 1045 GWh                    |                          |
| 1 d             | 1000 a.e.   |                   |                            | 1045 kg                    | 1048 GWh                    |                          |
| 10 d            | 104 a.e.    |                   |                            | 1048 kg                    | 1051 GWh                    |                          |
| 1 leto          | 1 sv. l.    |                   |                            | 1051 kg                    | 1054 GWh                    |                          |
| 10 let          | 10 sv. l.   |                   |                            |                            |                             |                          |
| 100 let         | 100 sv. l.  |                   |                            |                            |                             |                          |
| 1000 let        | 1000 sv. l. |                   |                            |                            |                             |                          |
| 104 let         | 104 sv. l.  | 1040 m2 1041 m2   |                            |                            |                             |                          |
| 105 let         | 105 sv. l.  |                   |                            |                            |                             |                          |
| 106 let         | 106 sv. l.  |                   |                            |                            |                             |                          |
| 107 let         | 107 sv. l.  |                   |                            |                            |                             |                          |
| 108 let         | 108 sv. l.  |                   |                            |                            |                             |                          |
| 109 let         | 109 sv. l.  |                   |                            |                            |                             |                          |
| 10 let          | 10 sv. l.   |                   |                            |                            |                             |                          |
| 1011 let        |             |                   |                            |                            |                             |                          |
| 1012 let in več |             |                   |                            |                            |                             |                          |

## Enote, uporabljene v tej tabeli
Tabela uporablja splošno priznane enote in predpone:
- čas: femtosekunda (fs), nanosekunda (ns), mikrosekunda, (μs), milisekunda (ms), sekunda (s), ura (h), dan (d), leto (leto)
- dolžina: atometer (am), femtometer (fm), picometer (pm), nanometer (nm), mikrometer (µm), milimeter (mm), centimeter (cm), meter (m), kilometer (km), astronomska enota (a.e.), svetlobno leto (sv. l.)
- površina: kvadratni meter (m2), hektar (ha), kvadratni kilometer (km2)
- masa: gram (g), kilogram (kg), tona (t)
- prostornina: mililiter (ml), liter (l), kubični meter (m3)
- energija: milielektronvolt (meV), elektronvolt (eV), megaelektronvolt (MeV), gigaelektronvolt (GeV), teraelektronvolt (TeV), erg, joule (J), kilovatna ura kWh, gigavatna ura GWh
- temperatura: nanokelvin (nK), mikrokelvin (µK), milikelvin (mK), kelvin (K)